# Rock ’N’ Roll Lifestyle
Rock ’N’ Roll Lifestyle (źródła wspominają także nazwę „How Do You Afford Your Rock & Roll Lifestyle?”) - pierwszy debiutancki singiel zespołu Cake wydany w roku 1993 w nakładzie jedynie 500 egzemplarzy na terytorium USA. Utwór był grany za pośrednictwem amerykańskiej stacji radiowej KWOD. Utwór został zaprezentowany na pierwszym longplayu zespołu Cake, Motorcade of Generosity.

## Spis utworów
Sporządzono na podstawie materiału źródłowego.
1. „Rock ’N’ Roll Lifestyle” – 4:14
2. „Jolene” – 5:19